# Kompas geodezyjny

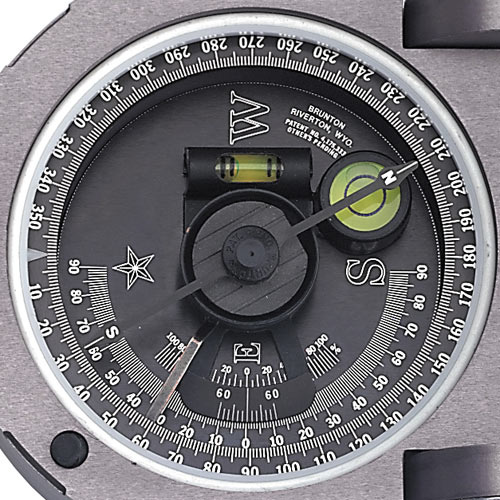
Kompas geodezyjny

Kompas geodezyjny – precyzyjny kompas magnetyczny zaopatrzony w dokładny celownik, przystosowany do mocowania na statywie geodezyjnym. Służy do pomiaru kątów poziomych w terenie, podczas opracowywania zdjęć topograficznych.